# Locomotives GAIA
Les locomotives GAIA sont issues d'un groupement d'entreprises italo-argentines appelé "Gruppo Aziende Italiane e Argentine" - G.A.I.A. et était composé de plusieurs sociétés des deux pays. 

## Contexte historique
La société Fiat Ferroviaria avait reçu une commande en 1952 de 80 moteurs diesel pour locomotives destinées au projet de construction des locomotives FADEL. Ce projet a été contrecarré par le coup d'Etat militaire de 1955 survenu en Argentine. Les 80 moteurs furent fabriqués et livrés en Argentine en 1953/54 mais restaient inutilisés. 
La compagnie des Chemins de fer de l'État Argentin "Ferrocarriles Argentinos - EFEA" contacta le groupement d'entreprises italiennes et argentines GAIA, créé en 1956, pour une commande de 280 locomotives diesel-électriques pour remplacer une partie du matériel roulant obsolète et pour trouver une utilisation aux 80 moteurs Fiat. La loi militaire ayant imposé l'autarcie, il fallait fabriquer le matériel avec un très fort taux d'intégration locale, donc des locomotives qui devaient être construites pratiquement intégralement dans le pays.

## Histoire

### Le groupement GAIA
Ce consortium italo-argentin, créé en 1956, a été appelé "Gruppo Aziende Italiane e Argentine" - G.A.I.A. et était composé de plusieurs sociétés. 
Côté italien il y avait : 
- Fiat Ferroviaria pour toute la partie moteurs diesel, fondateur et mandataire du groupement,
- Breda C.F., carrosseries, moteurs et automatismes de traction,
- OM, carrosseries,
- Pistoiesi, carrosseries
- Ansaldo, moteurs électriques de traction
- Ercole Marelli, conception et partie électrique.

Côté argentin il y avait :
- Fiat-Materfer, moteurs diesel,
- Siam Di Tella, générateurs et moteurs électriques de traction,
- Cometarsa, carrosserie et intégration du moteur diesel.

La conception générale de base a été réalisée en Argentine avec le souci d'obtenir un équipement simple mais robuste pour être adopté comme norme standard par les chemins de fer argentins, Ferrocarriles Argentinos. 
En 1962, Siam Di Tella produit le premier équipement de traction électrique pour locomotives diesel-électriques qui servit pour le prototype de locomotive GAIA.

### 1resériede locomotives GAIA
Les 80 premières unités ont été produites et importées directement d'Italie en 1963. Il y eut trois livraisons de 27, 27 et 26 exemplaires chacune. Elles seront immatriculées dans la série 6201. Les caisses ont été livrées sans moteur diesel car celui-ci était déjà présent en Argentine avec le premier contrat. Ils devaient être montés par la société Cometarsa, dans les caisses nouvellement livrées. 
Ces 80 locomotives italiennes reçurent les numéros 6238 et 6281-6340. 
Des 200 exemplaires restants ont tous été fabriquées par Fiat-Materfer dans l'usine de Córdoba entre 1964 et 1970. 50 exemplaires plus les 80 importés d'Italie ont fait l'objet de la 1re série avec un moteur Fiat de 1000 Ch, et 150 appartiennent à la seconde série, identiques au niveau de la caisse mais avec un moteur Fiat de 1300 Ch.
Mais les 80 moteurs italiens du premier contrat n'ont, en réalité, jamais été montés dans les caisses italiennes mais dans celles qui furent produites en Argentine entre 1963 et 1966 par Fiat-Materfer et assemblées chez Cometarsa. 
La dernière livraison eut lieu en 1966, avec les 13 derniers exemplaires de locomotives GAIA de 1332 Ch numérotées 6278-6280 et 6341-6350. 
Comme la vie réserve des imprévus, certaines de ces locomotives ont été renumérotées ou ont reçu des identifications spécifiques dans les compagnies de Chemin de fer où elles ont été mises en service, souvent en raison de la mise hors service anticipée de plusieurs unités à cause du mauvais entretien ou du manque total d'entretien reçu. 
Les 12 premières locomotives mises en service ont bénéficié d'un refurbishing et le moteur d'origine a été remplacé par un moteur Fiat V8 type 230. 
Les progrès dans le domaine des moteurs diesel turbocompressés industriels ont permis à 130 locomotives de conserver le moteur d'origine Fiat 288 ES I développant 1.036 Ch ; c'est ce qui est appelé 1re série. Il en est de même pour les 150 autres exemplaires qui ont reçu un moteur Fiat 288 ES II à double turbocompresseur développant 1.332 Ch, appelée 2e série. 

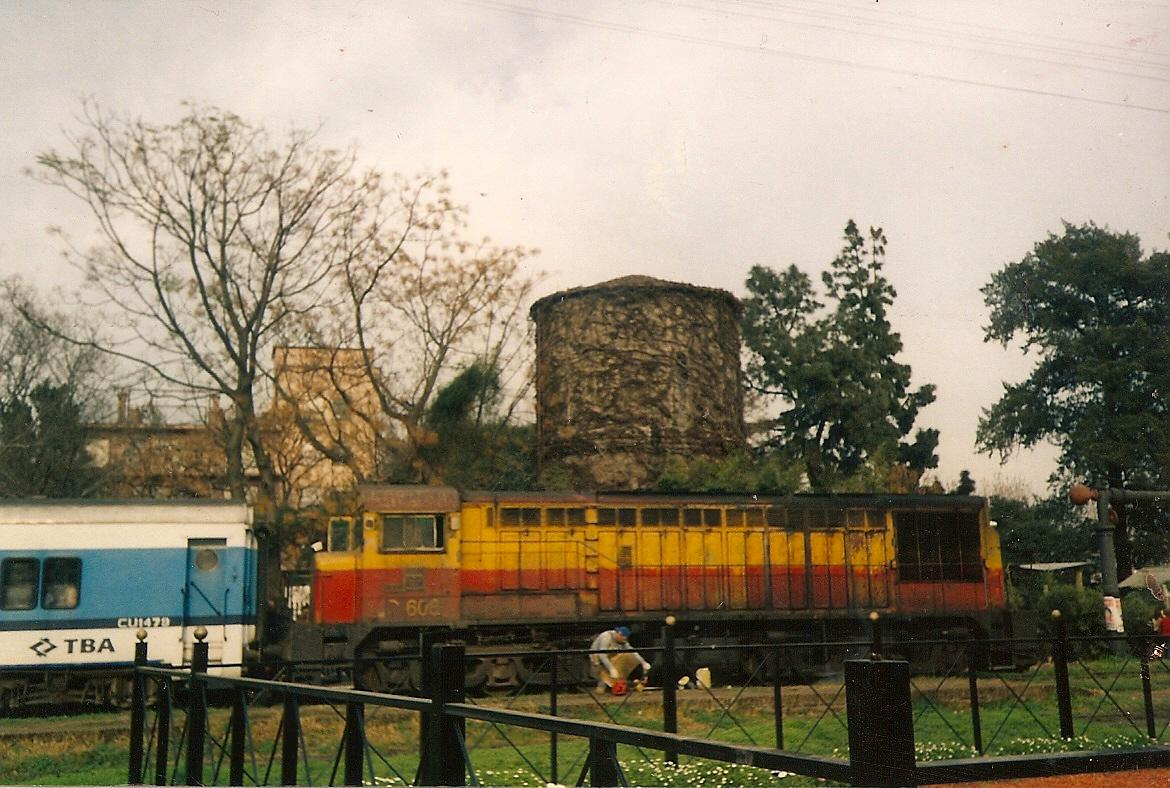
Locomotive GAIA tirant un train de voyageurs

### 2esériede locomotives GAIA
Les 150 locomotives GAIA de la seconde série ont été assemblées avec des moteurs fabriqués en Italie (3 au total) et tout le reste en Argentine. Sa production s'est étalée de 1966 à 1970 avec une interruption de quelques mois entre la fin d'année 1968 et le début 1969 à cause du manque de livraisons de moteurs italiens. (NDR : À cette époque l'Italie connaissait "l'Automne chaud", une période agitée avec de nombreuses grèves). 
Lors d'un refurbishing dans les années 2000, 5 locomotives ont été équipés de moteurs ALCo 251-B, ce sont les unités 5272, 5284, 5286, 5287 et 5289. 

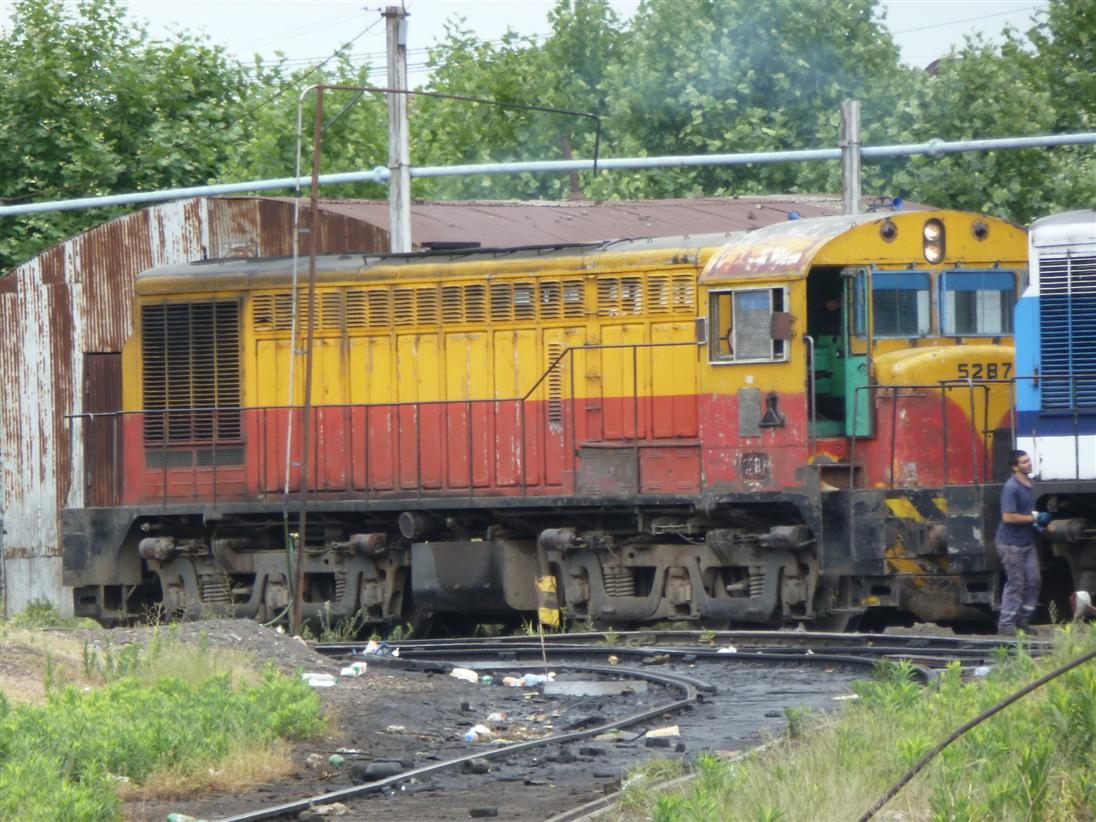
Locomotive GAIA 5287 en manque d'entretien à Victoria Buenos Aires